# Дебело брдо
Дебело брдо је превој на планини Повлен, а на путу Рогачица-Ваљево. Постоји неколико стално насељених домаћинстава и више викенд кућа уз макадамски пут, који води од Дебелог брда према селу Мравињци.